# Marokkó az 1960. évi nyári olimpiai játékokon
Marokkó az olaszországi Rómában megrendezett 1960. évi nyári olimpiai játékok egyik részt vevő nemzete volt. Az országot az olimpián 10 sportágban 47 sportoló képviselte, akik összesen 1 érmet szereztek. Marokkó első alkalommal vett részt az olimpiai játékokon.

## Érmesek
| Érem  | Versenyző            | Sportág  | Versenyszám   |
| ----- | -------------------- | -------- | ------------- |
| Ezüst | Rhadi Ben Abdesselam | Atlétika | Férfi maraton |

## Atlétika
Férfi
| Versenyző            | Versenyszám    | Előfutam | Előfutam | Negyeddöntő | Negyeddöntő | Elődöntő | Elődöntő | Döntő     | Döntő    |
| Versenyző            | Versenyszám    | Idő      | Hely.    | Idő         | Hely.       | Idő      | Hely.    | Idő       | Helyezés |
| -------------------- | -------------- | -------- | -------- | ----------- | ----------- | -------- | -------- | --------- | -------- |
| Bouchaib El-Maachi   | 100 m          | 10,9     | 5.       | kiesett     | kiesett     | kiesett  | kiesett  | kiesett   | kiesett  |
| Bouchaib El-Maachi   | 200 m          | 22,3     | 5.       | kiesett     | kiesett     | kiesett  | kiesett  | kiesett   | kiesett  |
| Ahmed Lazreg         | 800 m          | 1:55,7   | 6.       | kiesett     | kiesett     | kiesett  | kiesett  | kiesett   | kiesett  |
| Mohamed Saïd         | 5000 m         | 14:53,6  | 10.      |             |             |          |          | kiesett   | kiesett  |
| Rhadi Ben Abdesselam | 10 000 m       |          | 29:34,4  | 14.         |             |          |          |           |          |
| Rhadi Ben Abdesselam | Maraton        |          |          |             |             |          |          | 2:15:41,6 |          |
| Bakir Ben Aissa      | Maraton        |          |          |             |             |          |          | 2:21:21,4 | 8.       |
| Allal Saoudi         | Maraton        |          |          |             |             |          |          | 2:59:41,0 | 61.      |
| Mohamed Zouaki       | 400 m gát      | 55,2     | 6.       |             | kiesett     | kiesett  | kiesett  | kiesett   |          |
| Mohamed Lahcen       | 3000 m akadály | 9:29,4   | 11.      |             |             |          |          | kiesett   | kiesett  |

## Birkózás
Kötöttfogású
| Versenyző              | Versenyszám | 1. forduló                           | 1. forduló | 1. forduló | 2. forduló                           | 2. forduló | 2. forduló | 3. forduló                         | 3. forduló | 3. forduló | 4. forduló        | 4. forduló | 4. forduló | 5. forduló        | 5. forduló | 5. forduló | 6. forduló        | 6. forduló | 6. forduló | Döntő             | Döntő   | Döntő   | Helyezés |
| Versenyző              | Versenyszám | Ellenfél Eredmény                    | Pont       | Hely.      | Ellenfél Eredmény                    | Pont       | Hely.      | Ellenfél Eredmény                  | Pont       | Hely.      | Ellenfél Eredmény | Pont       | Hely.      | Ellenfél Eredmény | Pont       | Hely.      | Ellenfél Eredmény | Pont       | Hely.      | Ellenfél Eredmény | Pont    | Hely.   | Helyezés |
| ---------------------- | ----------- | ------------------------------------ | ---------- | ---------- | ------------------------------------ | ---------- | ---------- | ---------------------------------- | ---------- | ---------- | ----------------- | ---------- | ---------- | ----------------- | ---------- | ---------- | ----------------- | ---------- | ---------- | ----------------- | ------- | ------- | -------- |
| Michel Ben Akoun       | 57 kg       | Ion Cernea (ROU) · kétvállas         | 4          | =24.       | Loek Alflen (NED) · kétvállas        | 8          | =25.       | kiesett                            | kiesett    | kiesett    | kiesett           | kiesett    | kiesett    | kiesett           | kiesett    | kiesett    |                   |            |            | kiesett           | kiesett | kiesett | 25.      |
| Rahal Mahassine        | 62 kg       | erőnyerő                             | 0          | =1.        | Lee Allen (USA) · 3-1                | 3          | =10.       | Polyák Imre (HUN) · kétvállas      | 7          | 15.        | kiesett           | kiesett    | kiesett    | kiesett           | kiesett    | kiesett    | kiesett           | kiesett    | kiesett    | kiesett           | kiesett | kiesett | 15.      |
| Mohamed Mansour        | 67 kg       | Mitsuharu Kitamura (JPN) · kétvállas | 4          | 23.        | Ibrahim Awariki (LIB) · 3-1          | 7          | =22.       | kiesett                            | kiesett    | kiesett    | kiesett           | kiesett    | kiesett    | kiesett           | kiesett    | kiesett    |                   |            |            | kiesett           | kiesett | kiesett | 21.      |
| Sam Azoulay            | 73 kg       | Al-Sayd Rifa’i (RAU) · 3-1           | 3          | =16.       | Edward Żuławnik (POL) · visszalépett | 3          | =8.        | René Schiermeyer (FRA) · kétvállas | 7          | =15.       | kiesett           | kiesett    | kiesett    | kiesett           | kiesett    | kiesett    | kiesett           | kiesett    | kiesett    | kiesett           | kiesett | kiesett | 15.      |
| Hammou Haddaoui Khadir | 79 kg       | Ronald Hunt (AUS) · 2-2              | 2          | =10.       | Bolesław Dubicki (POL) · kétvállas   | 6          | =15.       | kiesett                            | kiesett    | kiesett    | kiesett           | kiesett    | kiesett    | kiesett           | kiesett    | kiesett    | kiesett           | kiesett    | kiesett    | kiesett           | kiesett | kiesett | 15.      |

## Kerékpározás

### Országúti kerékpározás
| Versenyző                                                        | Versenyszám     | Idő             | Helyezés      |
| ---------------------------------------------------------------- | --------------- | --------------- | ------------- |
| Mohamed El Gourch                                                | Mezőnyverseny   | 4:21:38 (+1:01) | 45.           |
| Mohamed Ghandora                                                 | Mezőnyverseny   | 4:21:38 (+1:01) | 46.           |
| Abdallah Lahoucine                                               | Mezőnyverseny   | 4:25:44 (+5:07) | 57.           |
| Ahmed Omar                                                       | Mezőnyverseny   | nem ért célba   | nem ért célba |
| Mohamed El Gourch Mohamed Ghandora Abdallah Lahoucine Ahmed Omar | Csapat időfutam | 2:27:41,35      | 19.           |

## Ökölvívás
| Versenyző            | Versenyszám  | Selejtező         | 32-es főtábla                | Nyolcaddöntő      | Negyeddöntő       | Elődöntő          | Döntő             | Helyezés |
| Versenyző            | Versenyszám  | Ellenfél Eredmény | Ellenfél Eredmény            | Ellenfél Eredmény | Ellenfél Eredmény | Ellenfél Eredmény | Ellenfél Eredmény | Helyezés |
| -------------------- | ------------ | ----------------- | ---------------------------- | ----------------- | ----------------- | ----------------- | ----------------- | -------- |
| Abdel Kader Belghiti | Légsúly      | erőnyerő          | Rocky Gattellari (AUS) · 0-5 | kiesett           | kiesett           | kiesett           | kiesett           | 17.      |
| Ahmed Bouazza        | Harmatsúly   | erőnyerő          | Oliver Taylor (AUS) · 0-5    | kiesett           | kiesett           | kiesett           | kiesett           | 17.      |
| Mohamed Hassan       | Pehelysúly   |                   | Werner Kirsch (EUA) · 1-4    | kiesett           | kiesett           | kiesett           | kiesett           | 17.      |
| Abdel Kader Gangani  | Könnyűsúly   | erőnyerő          | Yasuyuki Ito (JPN) · 0-5     | kiesett           | kiesett           | kiesett           | kiesett           | 17.      |
| Mohamed Boubekeur    | Kisváltósúly | erőnyerő          | Clement Quartey (GHA) · 0-5  | kiesett           | kiesett           | kiesett           | kiesett           | 17.      |
| Mohamed Atmani       | Váltósúly    | erőnyerő          | Viljo Aho (FIN) · 2-3        | kiesett           | kiesett           | kiesett           | kiesett           | 17.      |
| Moustafa Ben Lahbib  | Középsúly    |                   | Luigi Napoleoni (ITA) · 0-5  | kiesett           | kiesett           | kiesett           | kiesett           | 17.      |

## Öttusa
| Versenyző             | Versenyszám | Lovaglás      | Lovaglás      | Lovaglás      | Lovaglás      | Vívás           | Vívás           | Vívás           | Lövészet | Lövészet | Lövészet | Úszás   | Úszás   | Úszás   | Futás   | Futás   | Futás   | Összesen    | Összesen |
| Versenyző             | Versenyszám | Idő           | Bünt.         | Pont          | Hely.         | Eredmény        | Pont            | Hely.           | Pontszám | Pont     | Hely.    | Idő     | Pont    | Hely.   | Idő     | Pont    | Hely.   | Összes pont | Helyezés |
| --------------------- | ----------- | ------------- | ------------- | ------------- | ------------- | --------------- | --------------- | --------------- | -------- | -------- | -------- | ------- | ------- | ------- | ------- | ------- | ------- | ----------- | -------- |
| Mohamed Ben Checkroun | Egyéni      | 10:23,0       | 0             | 671           | 52.           | nem ált rajthoz | nem ált rajthoz | nem ált rajthoz | kiesett  | kiesett  | kiesett  | kiesett | kiesett | kiesett | kiesett | kiesett | kiesett | kiesett     | kiesett  |
| Naji El-Mekki         | Egyéni      | nem ért célba | nem ért célba | nem ért célba | nem ért célba | kiesett         | kiesett         | kiesett         | kiesett  | kiesett  | kiesett  | kiesett | kiesett | kiesett | kiesett | kiesett | kiesett | kiesett     | kiesett  |

## Sportlövészet
Férfi
| Versenyző            | Versenyszám           | Selejtező | Selejtező | Selejtező | Döntő   | Döntő    |
| Versenyző            | Versenyszám           | Csoport   | Pont      | Helyezés  | Pont    | Helyezés |
| -------------------- | --------------------- | --------- | --------- | --------- | ------- | -------- |
| Naji El-Mekki        | Gyorstüzelő pisztoly  |           |           |           | 501     | 54.      |
| Naji El-Mekki        | Szabadpisztoly        | A         | 247       | 33.       | kiesett | 66.      |
| Abdesselem Lahmidi   | Sportpuska, összetett | A         | 316       | 37.       | kiesett | 75.      |
| Bouchaib Zeroual     | Sportpuska, összetett | B         | 360       | 38.       | kiesett | 74.      |
| Bouchaib Zeroual     | Sportpuska, fekvő     | A         | 335       | 43.       | kiesett | 84.      |
| Mohamed Ben Boujemaa | Sportpuska, fekvő     | B         | 279       | 42.       | kiesett | 85.      |

## Súlyemelés
| Versenyző             | Versenyszám | Nyomás   | Nyomás   | Szakítás | Szakítás | Lökés    | Lökés    | Összesen | Helyezés |
| Versenyző             | Versenyszám | Eredmény | Helyezés | Eredmény | Helyezés | Eredmény | Helyezés | Összesen | Helyezés |
| --------------------- | ----------- | -------- | -------- | -------- | -------- | -------- | -------- | -------- | -------- |
| Abderrahim Tazi       | 67,5 kg     | 90,0     | 27.      | 92,5     | =25.     | 125,0    | =20.     | 307,5    | 23.      |
| Mustapha Adnane       | 75 kg       | 115,0    | =9.      | 110,0    | =12.     | 140,0    | =12.     | 365,0    | 13.      |
| Mohamed Miloud        | 75 kg       | 105,0    | =18.     | 97,5     | 20.      | 125,0    | =18.     | 327,5    | 19.      |
| Abdel Kader Ben Kamel | 82,5 kg     | 105,0    | 22.      | 102,5    | 21.      | 130,0    | =20.     | 337,5    | 20.      |

## Torna
Férfi
| Versenyző                                                                                  | Versenyszám      | Selejtező | Selejtező | Döntő    | Döntő    |
| Versenyző                                                                                  | Versenyszám      | Pontszám  | Helyezés  | Pontszám | Helyezés |
| ------------------------------------------------------------------------------------------ | ---------------- | --------- | --------- | -------- | -------- |
| Ahmed Fellat                                                                               | Talaj            | 15,60     | 123.      | kiesett  | kiesett  |
| Ahmed Fellat                                                                               | Ugrás            | 15,65     | 120.      | kiesett  | kiesett  |
| Ahmed Fellat                                                                               | Korlát           | 10,40     | 124.      | kiesett  | kiesett  |
| Ahmed Fellat                                                                               | Nyújtó           | 10,80     | 123.      | kiesett  | kiesett  |
| Ahmed Fellat                                                                               | Gyűrű            | 8,75      | 125.      | kiesett  | kiesett  |
| Ahmed Fellat                                                                               | Lólengés         | 9,50      | 123.      | kiesett  | kiesett  |
| Ahmed Fellat                                                                               | Egyéni összetett |           |           | 70,70    | 124.     |
| Kacem Klifa                                                                                | Korlát           | 2,50      | 129.      | kiesett  | kiesett  |
| Kacem Klifa                                                                                | Nyújtó           | 4,00      | 130.      | kiesett  | kiesett  |
| Kacem Klifa                                                                                | Egyéni összetett |           |           | 6,50     | 130.     |
| Miloud M'Sellek                                                                            | Talaj            | 12,15     | 128.      | kiesett  | kiesett  |
| Miloud M'Sellek                                                                            | Ugrás            | 16,80     | 109.      | kiesett  | kiesett  |
| Miloud M'Sellek                                                                            | Korlát           | 9,50      | 126.      | kiesett  | kiesett  |
| Miloud M'Sellek                                                                            | Nyújtó           | 7,35      | 127.      | kiesett  | kiesett  |
| Miloud M'Sellek                                                                            | Gyűrű            | 12,20     | 123.      | kiesett  | kiesett  |
| Miloud M'Sellek                                                                            | Lólengés         | 7,00      | 127.      | kiesett  | kiesett  |
| Miloud M'Sellek                                                                            | Egyéni összetett |           |           | 65,00    | 125.     |
| Abdesselem Regragui                                                                        | Talaj            | 14,10     | 126.      | kiesett  | kiesett  |
| Abdesselem Regragui                                                                        | Ugrás            | 12,75     | 127.      | kiesett  | kiesett  |
| Abdesselem Regragui                                                                        | Korlát           | 10,25     | 125.      | kiesett  | kiesett  |
| Abdesselem Regragui                                                                        | Nyújtó           | 9,15      | 125.      | kiesett  | kiesett  |
| Abdesselem Regragui                                                                        | Gyűrű            | 7,50      | =128.     | kiesett  | kiesett  |
| Abdesselem Regragui                                                                        | Lólengés         | 8,75      | 125.      | kiesett  | kiesett  |
| Abdesselem Regragui                                                                        | Egyéni összetett |           |           | 62,50    | 126.     |
| Mohamed Sekkat                                                                             | Talaj            | 16,15     | 119.      | kiesett  | kiesett  |
| Mohamed Sekkat                                                                             | Ugrás            | 14,45     | 126.      | kiesett  | kiesett  |
| Mohamed Sekkat                                                                             | Korlát           | 14,10     | =122.     | kiesett  | kiesett  |
| Mohamed Sekkat                                                                             | Nyújtó           | 10,45     | 124.      | kiesett  | kiesett  |
| Mohamed Sekkat                                                                             | Gyűrű            | 13,35     | 122.      | kiesett  | kiesett  |
| Mohamed Sekkat                                                                             | Lólengés         | 10,35     | 122.      | kiesett  | kiesett  |
| Mohamed Sekkat                                                                             | Egyéni összetett |           |           | 78,85    | 123.     |
| Darif Tanjaoui                                                                             | Talaj            | 15,95     | 121.      | kiesett  | kiesett  |
| Darif Tanjaoui                                                                             | Ugrás            | 11,50     | 128.      | kiesett  | kiesett  |
| Darif Tanjaoui                                                                             | Korlát           | 9,25      | 127.      | kiesett  | kiesett  |
| Darif Tanjaoui                                                                             | Nyújtó           | 6,00      | 129.      | kiesett  | kiesett  |
| Darif Tanjaoui                                                                             | Gyűrű            | 8,20      | 127.      | kiesett  | kiesett  |
| Darif Tanjaoui                                                                             | Lólengés         | 9,05      | 124.      | kiesett  | kiesett  |
| Darif Tanjaoui                                                                             | Egyéni összetett |           |           | 59,95    | 127.     |
| Ahmed Fellat Kacem Klifa Miloud M'Sellek Abdesselem Regragui Mohamed Sekkat Darif Tanjaoui | Csapat összetett |           |           | 338,00   | 20.      |

## Vitorlázás
Nyílt
| Versenyző          | Versenyszám | Futam | Futam | Futam | Futam | Futam | Futam | Futam | Pontszám | Helyezés |
| Versenyző          | Versenyszám | 1     | 2     | 3     | 4     | 5     | 6     | 7     | Pontszám | Helyezés |
| ------------------ | ----------- | ----- | ----- | ----- | ----- | ----- | ----- | ----- | -------- | -------- |
| El-Moustafa Haddad | Finn dingi  | 168   | 366   | 198   | 168   | (127) | 198   | 344   | 1442     | 31.      |

## Vívás
Férfi
| Versenyző                                                                                                   | Versenyszám       | Csoportkör | Csoportkör | Csoportkör        | Csoportkör | Csoportkör        | Csoportkör  | Csoportkör        | Csoportkör | Csoportkör        | Csoportkör | Helyezés    |
| Versenyző                                                                                                   | Versenyszám       | 1. kör | 1. kör     | 2. kör            | 2. kör     | Negyeddöntő       | Negyeddöntő | Elődöntő          | Elődöntő   | Döntő             | Döntő      | Helyezés    |
| Versenyző                                                                                                   | Versenyszám       | Ellenfél Eredmény | Hely.      | Ellenfél Eredmény | Hely.      | Ellenfél Eredmény | Hely.       | Ellenfél Eredmény | Hely.      | Ellenfél Eredmény | Hely.      | Helyezés    |
| --- | ----------------- | --- | ---------- | ----------------- | ---------- | ----------------- | ----------- | ----------------- | ---------- | ----------------- | ---------- | ----------- |
| Mohamed Ben Joullon                                                                                         | Tőr, egyéni       | 12. csoport · Alberto Pellegrino (ITA) · 0-5 · Ion Drîmbă (ROU) · 2-5 · André Verhalle (BEL) · 0-5 · Carl Schwende (CAN) · 1-5 · Brian Hamilton (IRL) · 4-5 · Emilio Echeverry (COL) · nem vívtak | 7.         | kiesett           | kiesett    | kiesett           | kiesett     | kiesett           | kiesett    | kiesett           | kiesett    | helyezetlen |
| Abderraouf El-Fassy                                                                                         | Tőr, egyéni       | 10. csoport · Eberhard Mehl (EUA) · 0-5 · Ryszard Parulski (POL) · 1-5 · Albert Axelrod (USA) · 2-5 · Jaime Duque (COL) · 2-5 · Claudio Polledri (SUI) · 2-5                                      | 6.         | kiesett           | kiesett    | kiesett           | kiesett     | kiesett           | kiesett    | kiesett           | kiesett    | helyezetlen |
| Charles El-Gressy                                                                                           | Tőr, egyéni       | 8. csoport · Jean Link (LUX) · 0-5 · Kamuti László (HUN) · 2-5 · Brian McCowage (AUS) · 4-5 · Ókava Heizaburó (JPN) · 0-5 · Orvar Lindwall (SWE) · 2-5 · Trần Văn Xuan (VIE) · nem vívtak         | 6.         | kiesett           | kiesett    | kiesett           | kiesett     | kiesett           | kiesett    | kiesett           | kiesett    | helyezetlen |
| Charles El-Gressy                                                                                           | Párbajtőr, egyéni | 1. csoport · Jacques Guittet (FRA) · 0-5 · Brian Pickworth (NZL) · 1-5 · Bohdan Gonsior (POL) · 3-5 · Emilio Echeverry (COL) · 3-5 · Raoul Barouch (TUN) · 3-5                                    | 6.         | kiesett           | kiesett    | kiesett           | kiesett     | kiesett           | kiesett    | kiesett           | kiesett    | helyezetlen |
| Abbes Harchi                                                                                                | Párbajtőr, egyéni | 6. csoport · Christopher Bland (IRL) · 5-4 · John Simpson (AUS) · 5-0 · Bruno Habārovs (URS) · 1-5 · Janusz Kurczab (POL) · 2-5 · Jules Amez-Droz (SUI) · 2-5 · Robert Schiel (LUX) · nem vívtak  | 5.         | kiesett           | kiesett    | kiesett           | kiesett     | kiesett           | kiesett    | kiesett           | kiesett    | helyezetlen |
| Abderrahman Sebti                                                                                           | Párbajtőr, egyéni | 3. csoport · Tabucsi Kazuhiko (JPN) · 4-5 · Alberto Pellegrino (ITA) · 3-5 · David Micahnik (USA) · 0-5 · Raúl Martínez (ARG) · 1-5 · George Carpenter (IRL) · 2-5 · Claudio Polledri (SUI) · 3-5 | 7.         | kiesett           | kiesett    | kiesett           | kiesett     | kiesett           | kiesett    | kiesett           | kiesett    | helyezetlen |
| Abderrahman Sebti                                                                                           | Kard, egyéni      | 2. csoport · Nugzar Aszatiani (URS) · 1-5 · Günther Ulrich (AUT) · 1-5 · Michael Sichel (AUS) · 1-5 · Wladimiro Calarese (ITA) · nem vívtak · Pablo Ordejón (ESP) · nem vívtak                    | 6.         | kiesett           | kiesett    | kiesett           | kiesett     | kiesett           | kiesett    | kiesett           | kiesett    | helyezetlen |
| Jacques Ben Gualid                                                                                          | Kard, egyéni      | 3. csoport · Jürgen Theuerkauff (EUA) · 2-5 · Ryszard Zub (POL) · 2-5 · Borisz Sztavrev (BUL) · 2-5 · Tsugeo Ozawa (JPN) · 2-5                                                                    | 5          | kiesett           | kiesett    | kiesett           | kiesett     | kiesett           | kiesett    | kiesett           | kiesett    | helyezetlen |
| Mohamed Ben Joullon                                                                                         | Kard, egyéni      | 9. csoport · Gerevich Aladár (HUN) · 1-5 · Michael D'Asaro Sr. (USA) · 3-5 · Emeric Arus (ROU) · 1-5 · Gustave Ballister (BEL) · 0-5 · Michael Ron (ISR) · 2-5                                    | 6.         | kiesett           | kiesett    | kiesett           | kiesett     | kiesett           | kiesett    | kiesett           | kiesett    | helyezetlen |
| Jacques Ben Gualid Mohamed Ben Joullon Abderraouf El-Fassy Charles El-Gressy Abbes Harchi Abderrahman Sebti | Tőr, csapat       | 6. csoport · Egyesült Államok (USA) · 0-16 · Lengyelország (POL) · 0-16 | 3.         | kiesett           |            | kiesett           |             | kiesett           |            | kiesett           |            | =13.        |
| Mohamed Ben Joullon Charles Bénitah Abderraouf El-Fassy Abbes Harchi Abderrahman Sebti                      | Párbajtőr, csapat | 5. csoport · Nagy-Britannia (GBR) · 1-15 · Luxemburg (LUX) · 4-12 | 3.         | kiesett           |            | kiesett           |             | kiesett           |            | kiesett           |            | helyezetlen |
| Jacques Ben Gualid Mohamed Ben Joullon Abderraouf El-Fassy Abderrahman Sebti                                | Kard, csapat      | 6. csoport · Egyesült Államok (USA) · 0-16 · Egyesült Német Csapat (EUA) · 1-15 | 3.         | kiesett           |            | kiesett           |             | kiesett           |            | kiesett           |            | =13.        |